# Fink (informatyka)
Fink – otwarty projekt, mający na celu portowanie programów open source z Uniksa na Darwin oraz OS X i udostępnianie ich końcowym użytkownikom w wygodny sposób. 
Fink wykorzystuje dpkg, dselect oraz apt-get z APT (systemu zarządzania pakietami z Debiana), oraz własny frontendowy program fink, napisany jako zestaw modułów Perla. Całość jest utrzymywana przez społeczność.
Projekt został zapoczątkowany w grudniu 2000 r. przez niemieckiego hakera Christofa Pfisterera, który opuścił go w listopadzie następnego roku.